# Amministratore (società per azioni)
Nell'ordinamento italiano, gli amministratori costituiscono l'organo cui è affidata la gestione dell'ente e la direzione dell'attività imprenditoriale.
La legge (art. 2380-bis, comma 3 del codice civile) consente che l'organo amministrativo possa avere sia carattere unipersonale che collegiale. Nel secondo caso assume il nome di consiglio di amministrazione (cda).
Quando si tratta di amministrazione collegiale, il numero dei componenti non è elemento essenziale dello statuto, potendo quest'ultimo determinare anche solamente il numero minimo e massimo (normalmente nello statuto compare  anche una clausola che richiede il numero dispari dei componenti).
Un amministratore può essere membro di più consigli di amministrazione, anche di società che non hanno relazioni in merito alla proprietà delle quote azionarie (assenza di partecipazioni incrociate o di una terza società "Capogruppo" che possiede quote delle altre). La pluralità di incarichi porta ad un conflitto di interessi evidente quando l'amministratore è membro e deve tutelare gli interessi economici opposti di due società, delle quali una acquisisce l'altra tramite un'OPA, vende immobili, presta capitali.

## Nomina degli amministratori
Gli amministratori vengono nominati dall'assemblea degli azionisti in assemblea ordinaria; dottrina e giurisprudenza hanno ritenuto ammissibili le clausole statutarie che richiedono maggioranze più elevate, o di sottoporre tale votazione in assemblea straordinaria.
La carica è solitamente triennale, ma è rinnovabile senza limiti.
Il compenso degli amministratori è deciso o al momento della loro nomina oppure per statuto.
I soci possono liberamente votare per chiunque ritengano adatto allo svolgimento dell'incarico (anche per se stessi, un congiunto o un amico).
La giurisprudenza ha sostenuto che la  votazione non può avvenire a scrutinio segreto. Tuttavia sono ammesse clausole riguardanti il metodo elettivo: voto di lista, voto limitato, elezione in ordine progressivo.
Il consiglio di amministrazione elegge fra i suoi componenti il Presidente, il quale dunque non è nominato direttamente dall'assemblea degli azionisti, ma all'interno del consiglio stesso.
Vi sono solo cinque casi nei quali la nomina non spetta all'assemblea e sono previsti dalla legge:
- nomina nell'atto costitutivo (primi amministratori);
- nomina da parte dallo Stato o altri enti pubblici;
- nomina dell'assemblea dei sottoscrittori (primi amministratori nelle s.p.a. costituite per pubblica sottoscrizione);
- nomina dei detentori di particolari strumenti finanziari emessi dalla società;
- nomina per cooptazione (in questo caso è il consiglio di amministrazione stesso che nomina nuovi amministratori, e la delibera deve essere approvata dal consiglio sindacale).

## Requisiti degli amministratori
Stabilisce l'articolo 2380 bis comma 2 del codice civile che possono essere amministratori anche non soci (come avviene nella maggioranza dei casi).
Per la nomina di amministratore sono richiesti requisiti di onorabilità, professionalità e indipendenza, tuttavia lo statuto può imporre anche altri requisiti, purché non limiti oltremodo la possibilità di scelta dei soci.
Le cause di ineleggibilità sono quelle previste dall'articolo 2382 del codice civile ovvero interdizione, inabilitazione, dichiarazione di fallimento.

## Revoca degli amministratori
Gli amministratori possono essere revocati:
- Per giusta causa: l'amministratore ha tenuto comportamenti contrari alla legge o allo statuto societario, e la revoca è giustificata, e l'amministratore dovrà risarcire la società degli eventuali danni da lui causati.[6]
- Senza giusta causa: può avvenire sempre, ma in questo caso la società dovrà risarcire all'amministratore il danno ad esso causato con la revoca.

Oltre che per revoca e, ovviamente, per morte, la cessazione del rapporto fra amministrazione e società può avvenire per rinunzia all'ufficio da parte dell'amministratore o per scadenza del termine.

## Funzioni degli amministratori
Gli amministratori hanno funzione di:
- deliberare sulla gestione sociale;
- convocare l'assemblea e fissarne l'ordine del giorno;
- redigere il bilancio d'esercizio da presentare all'assemblea per l'approvazione;
- dare esecuzione alla volontà assembleare;
- curare e tenere le scritture contabili;
- rappresentare la società di fronte ai terzi e in giudizio.[9]

## Responsabilità degli amministratori
Gli amministratori sono responsabili verso:
- La società: devono adempiere ai doveri del loro ruolo con la diligenza richiesta e sono responsabili dei danni eventualmente causati dall'inadempimento.[10]
- I creditori sociali: nel caso vi sia inosservanza degli obblighi sulla conservazione dell'integrità del patrimonio sociale qualora esso risulti insufficiente per saldare un debito con un creditore.[11]
- Singoli soci e terzi: se questi sono direttamente danneggiati da errori degli amministratori.[12]

Le azioni di responsabilità contro gli amministratori scadono cinque anni dopo il termine della loro carica.